# ヤポンスキーこばやし画伯
ヤポンスキーこばやし画伯（ヤポンスキーこばやしがはく、本名：小林 英彦（こばやし ひでひこ）、1975年5月1日 - ）は、日本のお笑いタレント。長野県松本市出身。ワタナベエンターテインメント所属。

## 人物
- 2003年10月にお笑いコンビ「ヤポンスキー」を結成。2012年3月31日に解散を発表し、解散後はヤポンスキーこばやし画伯として活動。
- 松商学園高等学校、信州短期大学卒業。
- ドラマ『裸の大将放浪記』にて山下清を演じた芦屋雁之助に類似した扮装（坊主頭、ランニングシャツに半ズボン）をしている。ゆえに「画伯」とも呼ばれる。
- 全国高等学校軟式野球選手権大会で準優勝を経験している。
- ポケモン好きである。
- 子供番組で絵描き歌を数多く作り、フジテレビ『チャギントン』ではつるの剛士の歌う「チャギントン絵かき歌」の作詞を担当している。
- 2014年に鳥居みゆき、ラブ守永、ヤマダサトシ（とりゅふ）とお笑いユニット「ブ江ノスアイレス」を結成[2]。4月には新宿、6月には大阪で単独ライブを開催した。

## ネタ
- 主にスケッチブックを使用したコント、漫談を披露する。
- へのへのもへじの文字を使い、動物やアニメのキャラクターなどいろいろな絵を描くことができる。まれに計算式を使う場合もある（おしりかじり虫、ネズミなど）。ネタ合わせの間にノートに描いて遊んでいたことからこのネタが生まれ、そのネタは5000種類を超えるという[3]。

## 出演

### テレビ
- 爆笑オンエアバトル（NHK）戦績8勝4敗 最高509KB 
  - 第8回チャンピオン大会 セミファイナル8位敗退
- オンバト+（NHK）戦績0勝1敗 最高265KB
- 笑いの金メダル（テレビ朝日系）
- 爆笑ピンクカーペット（フジテレビ系） キャッチコピーは「お絵描き大好き」
- 爆笑レッドカーペット（フジテレビ系） キャッチコピーは「お絵描き大好き」
- お笑いDynamite!（12月29日､TBS）キャッチコピーは「ザ・お笑い漫画道場」
- エンタの神様（日本テレビ系）キャッチコピーは「DW(だぶるわらい)的のお絵かきスター
- タモリのボキャブラ天国 大復活祭スペシャル(2008年、フジテレビ) キャッチコピーは「ロシアから来た裸の大将」
- 草野☆キッド（テレビ朝日系）
- 行列のできる法律相談所（日本テレビ系）
- ポケモンサンデー（テレビ東京系）
- インパクト!（フジテレビ系）
- 石ちゃん森クミのおみや付き?グルメの旅（2009年3月13日、TBS）
- 奇跡体験!アンビリバボー（2009年6月11日、フジテレビ）
- 友池さんの崖っぷちボワッフ![リンク切れ]（2012年6月、東京インターネット放送局）ゲスト出演(こばやし画伯)
- 華やしき～やしき責任とって！～　（2012年9月10日開始、ニコジョッキー) 隔週月曜
- みんなで！ニコリッチ（2012年12月～2014年3月TOKYO MX）
- 百識王（2013年6月26日、7月3日フジテレビ系）
- うつけもん（2014年6月26日、9月4日フジテレビ系）
- てのひらチャギントン（2014年8月5日開始、NOTTV）
- ザ・駅前テレビ（2015年より準レギュラー、長野朝日放送）
- ガラぽんで行く！エリア一周の旅（2021年7月よりレギュラー、あづみ野テレビ）

### 映画
- タロット探偵ボブ西田（2016年2月27日、信州映画） - マイケル 役[4]

## 書籍
- ヤポンスキー文､絵『お笑い芸人ヤポンスキーのへのへのもへじ絵』（河出書房新社 ISBN 9784309270289、2008年9月1日）

作画
- ぺよん潤 著（TOブックス）
  - 『岐阜あるある』2014年9月25日ISBN 978-4864722940
- イジラレ部長 著（Kindle ダイレクト・パブリッシング）
  - 『花よりだんごむし: 雨は天気が悪いんじゃない』2021年10月20日ISBN 979-8750776801
  - 『ばかにされたらしめたもの』2021年10月24日ISBN 979-8753215192
  - 『今日も顔晴れ』2021年10月24日ISBN 979-8752638411
  - 『十喜一憂』2021年10月25日ISBN 979-8753828767
  - 『自分なりの花を咲かせばいい』2021年11月12日ISBN 979-8764773322
  - 『日々笑門来福』 2022年4月17日ISBN 979-8804064939

## 玩具
- ヤポンスキーこばやし画伯のえかきうた教室（株式会社ジョイパレット2013年8月）